# Częstocice (Ostrowiec Świętokrzyski)

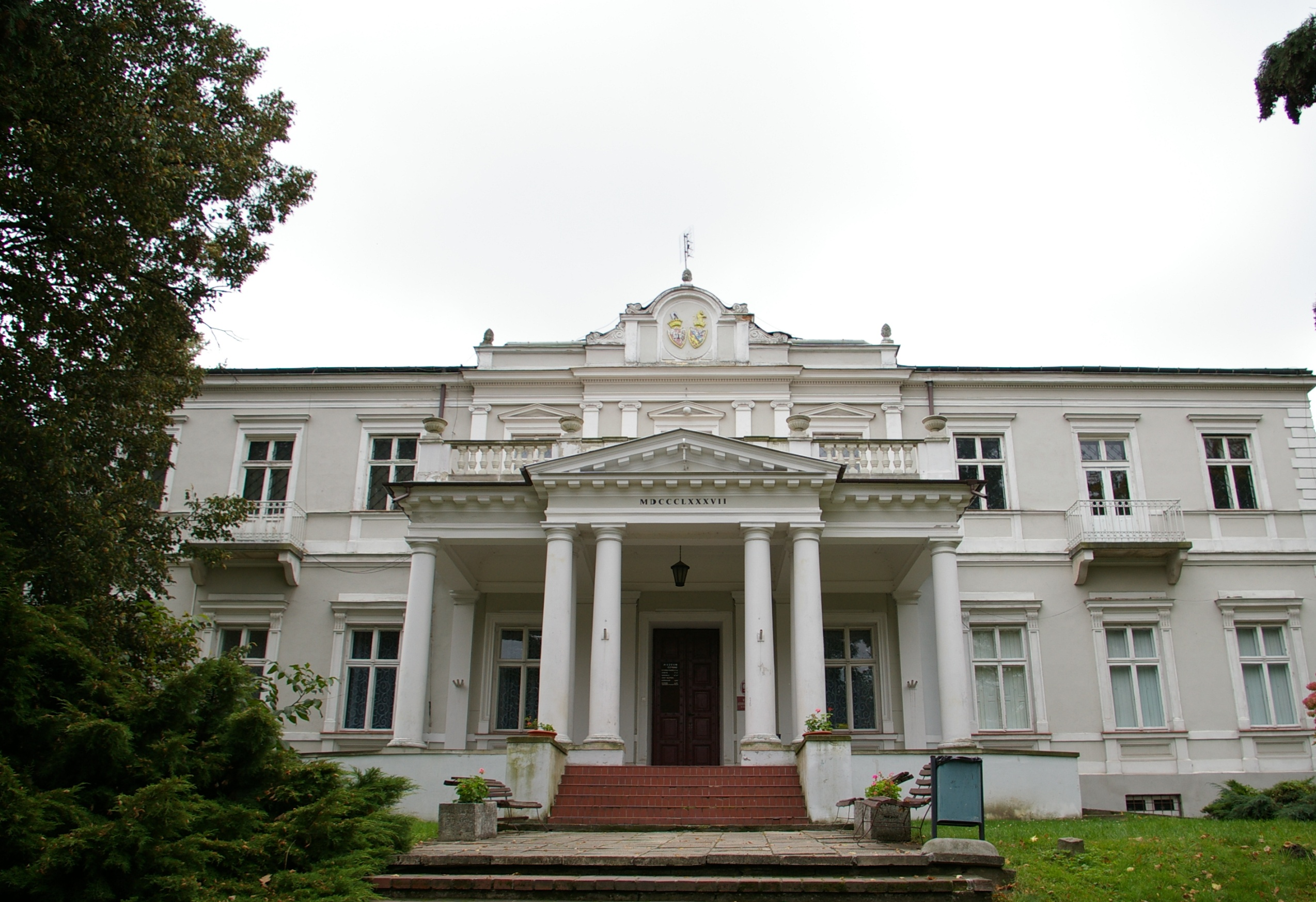
Muzeum w Częstocicach

Częstocice – osiedle samorządowe Ostrowca Świętokrzyskiego, położone w jego południowo-zachodniej części.
Wieś w województwie sandomierskim była własnością Mikołaja Krzysztofa Radziwiłła (Sierotki) w latach 1576–1578. Włączona w granice miasta w 1954 roku. Wcześniej wieś i osada fabryczna, przy Cukrowni „Częstocice” – najstarszej cukrowni w dawnym Królestwie Polskim. Do 1954 roku siedziba gminy Częstocice.
Częstocice leżą na trasie szlaków rowerowych:
- zielonego im. Witolda Gombrowicza
- czerwonego im. Mieczysława Radwana

## Zasięg terytorialny
Osiedle obejmuje swym zasięgiem następujące ulice: Ignacego Boernera (nieparzyste numery 1-5 i parzysty numer 2), Cicha, Chmielowska, Dąbrówki, Drukarska, Górna, Józefówka, Kanałowa, Kolejowa (nieparzyste 23-73 i parzyste 22-74), Kwiatowa, Mała, Osadowa, Parkowa, Paulinowska, Podgórze, Poprzeczna, Prosta, Sadowa, Szewieńska, Świętokrzyska (nieparzyste 29-89 i parzyste 24-170), Zofiówka, Żeromskiego (parzyste 64-152 i nieparzysty nr 91), Leszka Bugaja.

## Historia

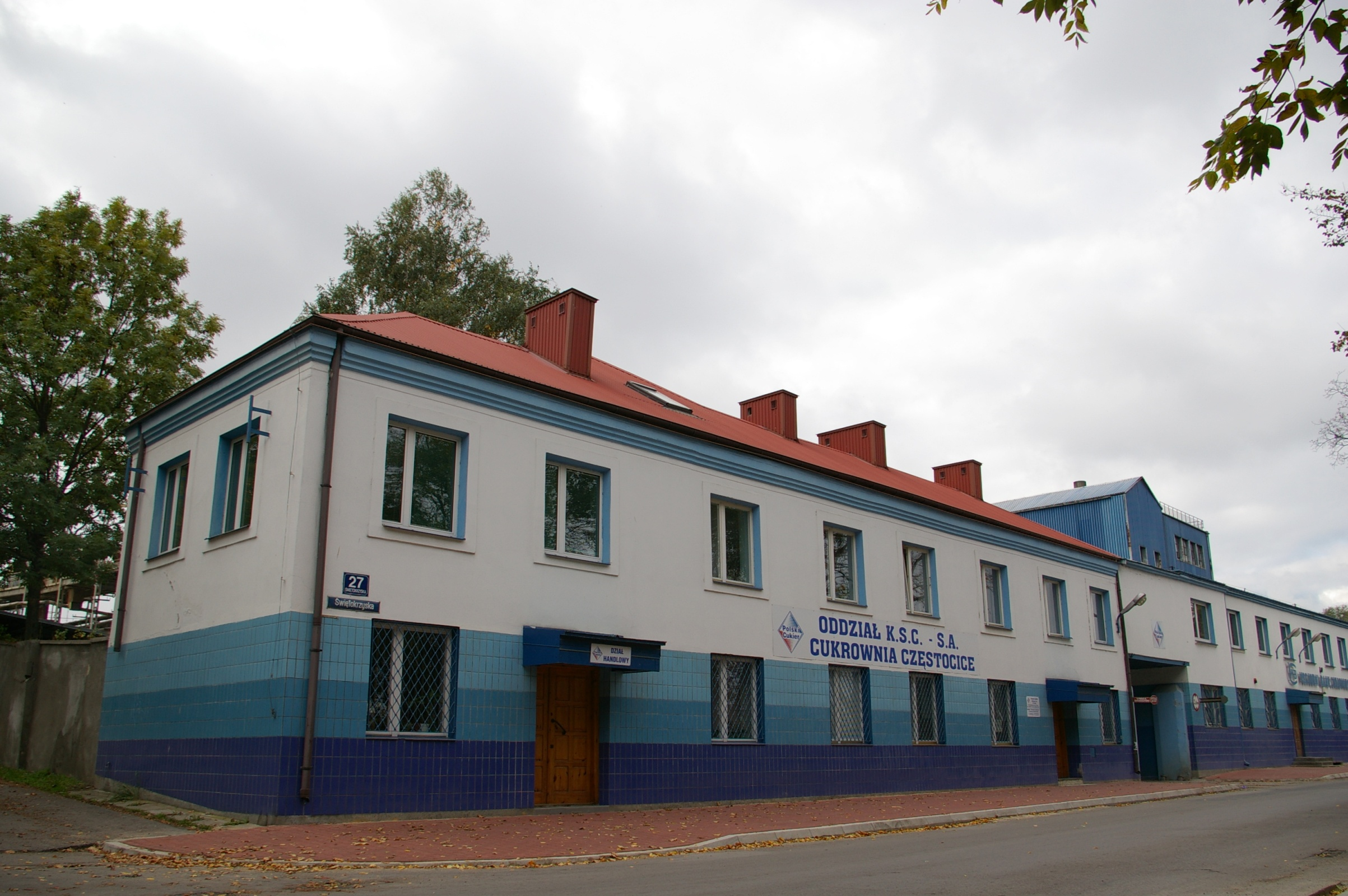
Dział handlowy Cukrowni Częstocice

Pierwsze wzmianki o wsi Częstocice pochodzą z 2 poł. XIV wieku. W 1418 r. wieś była lokowana na prawie magdeburskim. Z 1425 r. pochodzi wzmianka o moście na Modłej, przez który przebiegał szlak handlowy z Szewny w kierunku lasów znajdujących się na drugim brzegu rzeki Kamiennej. W 1462 r. Częstocice zostały przez braci Jana i Mikołaja podzielone na dwie części. W 1496 r. jedną z nich kupił Jakub Szydłowiecki. W 1511 r. wykupił także drugą część. W 1504 r. było tu 8,5 łana ziemi, 2 zagrodników i karczma. W 1510 r. zapłacono podatek od młyna o trzech kołach wodnych. W latach 1530–1531 w Częstocicach było 8 łanów, dwie karczmy oraz młyn o dwóch kołach wodnych. Poprzez małżeństwo Elżbiety Szydłowieckiej z Mikołajem Radziwiłłem Czarnym wieś przeszła na własność rodu Radziwiłłów. W 1578 r. wieś miała 14 kmieci na 7 łanach ziemi, 7 zagrodników z rolą, 4 komorników, rzemieślnika i piekarza. Znajdowały się tu karczmy, młyn z jednym kołem wodnym oraz stępa. W 1589 r. Częstocice stały się własnością Mikołaja Tworowskiego. W 1606 r. kupił je książę Janusz Ostrogski.

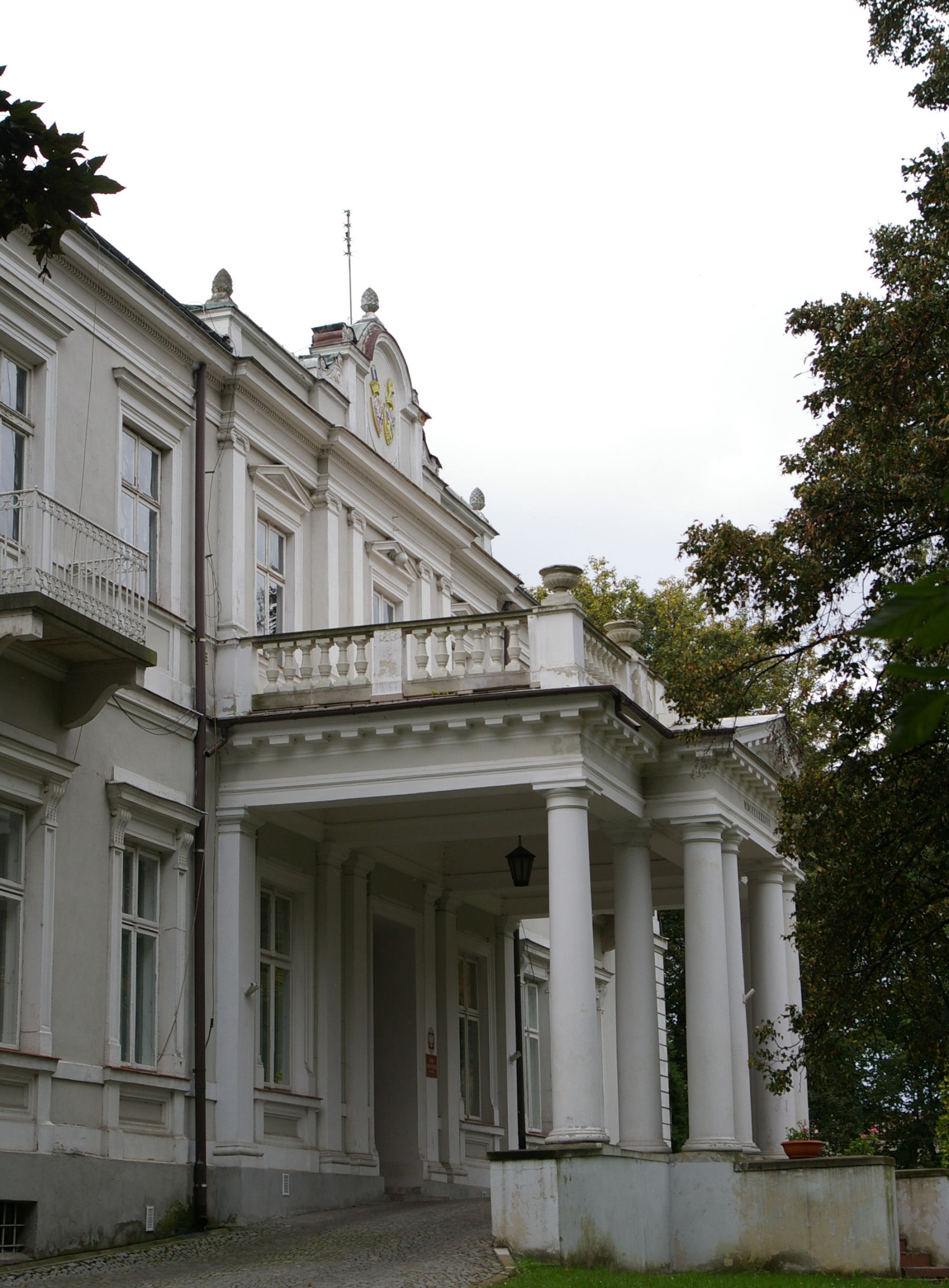
Muzeum w Częstocicach

W 1618 r. było tu 12 kmieci, 20 zagrodników, kowal, tkacz oraz młyn o jednym kole. Znajdował się tu także folwark z drewnianym dworem. W 1723 r. w Częstocicach powstał browar. W 1787 r. Częstocice miały 348 mieszkańców, w tym 7 Żydów. W 1811 r. znajdowała się tu gorzelnia. W 1816 r. wzniesiono nowy murowany browar.
W XIX i na początku XX wieku miejscowość była siedzibą gminy. Poza Częstocicami w jej skład wchodziły wsi: Barańszczyzna, Chmielów, Ciepielnia, Denków, Staw Denkowski, Henryków, Jędrzejowiec, Kaplica, Klimkiewiczów, Kurzacze, Kuźnia, Leśnictwo, Karczma Miłkowska, Mirkowiec, Mnichów, Murc, Mychów, Ostrówek, Paulinów, Piaski, Podszkodzie, Płaskowizna, Romanów, Rzeczki, Sadłowizna, Szewna, Szwarszowice, Świrno, Użyce i Wodziradz.
W 1839 roku hrabia Henryk Łubieński zbudował w Częstocicach cukrownię. W 1869 r. zatrudniała ona 131 robotników, a wartość jej rocznej produkcji wyniosła 69 425 rubli. W 1827 r. wieś miała 56 domów i 382 mieszkańców.
10 marca 1864 r. w Częstocicach miały miejsce dwie potyczki oddziałów powstańczych. Oddział rosyjski pod dowództwem płk. Łaskarzewa zaatakował powstańcze oddziały por. Niewiarowskiego i por. Zarzyckiego. W dwóch powstańczych plutonach wchodzących w skład szwadronu opatowskiego było łącznie 50 ludzi. Powstańcy stracili czterech zabitych i jednego wziętego do niewoli. Tego samego dnia pluton konnej żandarmerii sandomierskiej dowodzony przez Węgra Szandora Szredera zaatakował w Częstocicach rosyjski oddział Assajewa. Powstańcy wycofali się, gdy w czasie walki zginął Szandor Szreder. Pięciu z nich zostało wziętych do niewoli i straconych w Wierzbniku.

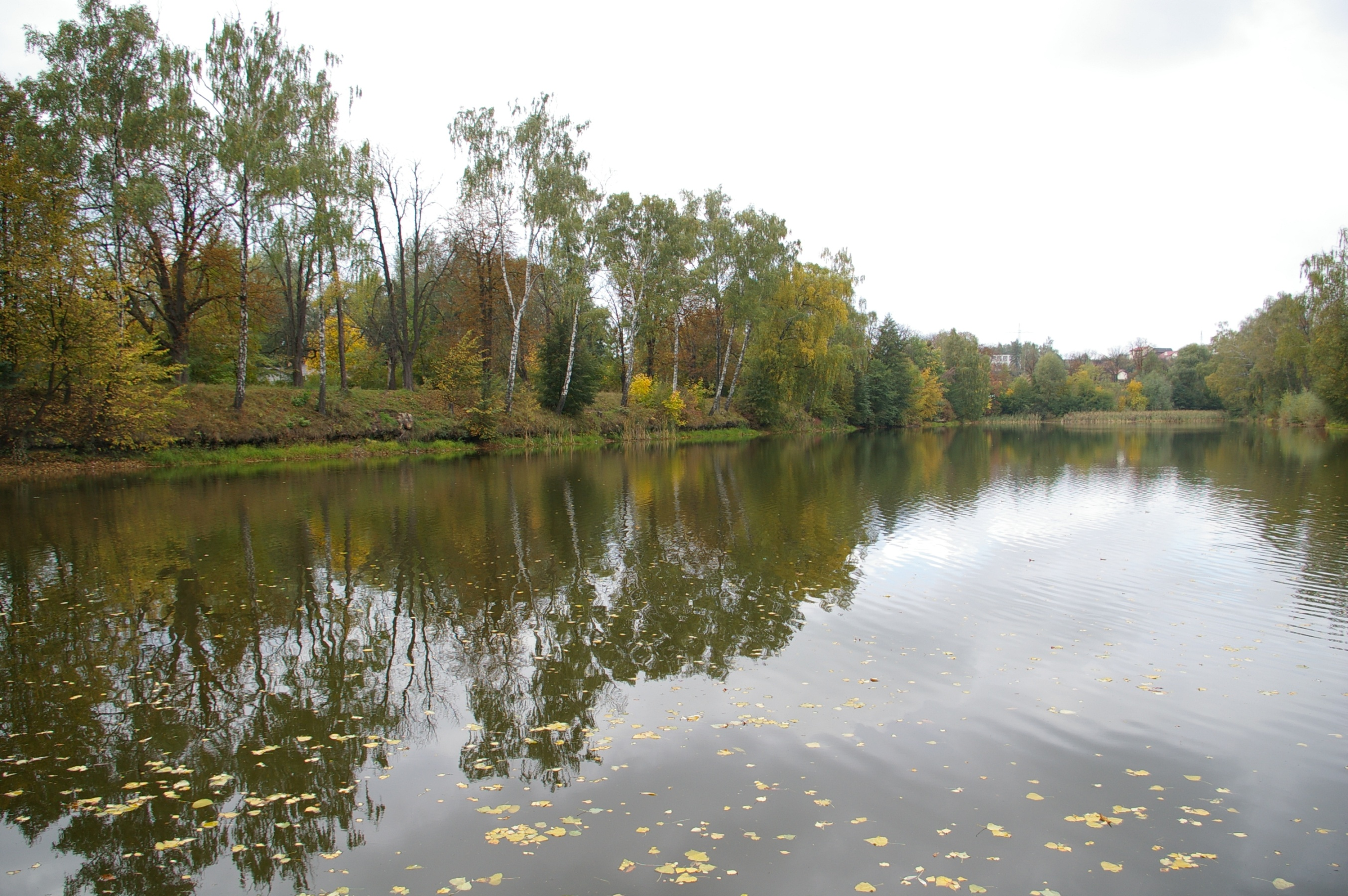
Stawy cukrownicze

W 1883 r. do Częstocic doprowadzono bocznicę kolejową. W połowie XIX w. przy cukrowni rozwinęła się osada fabryczna, której początkiem był dom dla robotników przy ulicy Osadowej. Pod koniec XIX w. powstały stawy cukrownicze. Woda do stawów doprowadzana była ze strugi Modły. Od 1902 roku Maciej Glogier, Jan Głogowski i Jan Wigura tworzyli w Częstocicach pierwsze koła Towarzystwa Oświaty Narodowej. Ten drugi współorganizował nadto, wespół z Adamem Mrozowskim, Narodowy Związek Robotniczy (1905). W 1907 r. osada fabryczna składała się już z 18 domów, zamieszkiwanych przez 347 osób. W 1954 r. wieś została przyłączona do Ostrowca Świętokrzyskiego. W latach 1996 i 2001 przepływająca przez Częstocice struga Modła wylała powodując w dzielnicy znaczne straty materialne.

## Zabytki
- Pałac wybudowany w eklektycznym stylu, w latach 1887–1889 dla hrabiego Zygmunta Wielopolskiego; od 1966 siedziba Muzeum Regionalnego w Ostrowcu; w muzeum m.in. stałe ekspozycje poświęcone porcelanie ćmielowskiej oraz właścicielom miasta Ostrowca
- Zabudowania osiedla fabrycznego z przełomu XIX i XX wieku przy Cukrowni Częstocice
- Figura Matki Boskiej Różańcowej przy ulicy Szewieńskiej